# معمل الزجاج (مصر)
قرية معمل الزجاج هي إحدى القرى التابعة لمركز كفر الدوار في محافظة البحيرة في جمهورية مصر العربية. حسب إحصاءات سنة 2006، بلغ إجمالي السكان في معمل الزجاج 11070 نسمة، منهم 5573 رجل و5497 امرأة.